# Град Љубушки
Град Љубушки је јединица локалне самоуправе на југу Федерације БиХ, БиХ. Припада Западнохерцеговачком кантону, а сједиште се налази у граду Љубушки.
Послије потписивања Дејтонског споразума, 1995. године, град Љубушки је у цјелини ушао је састав Федерације БиХ.

## Географија
Клима је умерена медитеранска (25,2 °C средња годишња) са 2.300 сунчаних сати у години. Уз познати кршки херцеговачки рељеф Љубушки има више плодних низија: Љубушко поље, Вељачко поље, Витинско поље, Расток и Бериш. Град Љубушки се налази на раскрсници важних саобраћајница према Мостару (36 km), Макарској (55 km), Сплиту (120 km), Дубровнику (130 km) и Сарајеву (170 km).

## Становништво
По последњем службеном попису становништва из 1991. године, град Љубушки је имао 28.340 становника, распоређених у 35 насељених места.
| Националност       | 1991.           | 1981.           | 1971.           |
| Хрвати             | 26.127 (92,19%) | 25.334 (91,77%) | 26.198 (92,67%) |
| Муслимани          | 1.592 (5,61%)   | 1.498 (5,42%)   | 1.812 (6,40%)   |
| Срби               | 65 (0,22%)      | 83 (0,30%)      | 118 (0,41%)     |
| Југословени        | 227 (0,80%)     | 515 (1,86%)     | 49 (0,17%)      |
| остали и непознато | 329 (1,16%)     | 173 (0,62%)     | 92 (0,32%)      |
| Укупно             | 28.340          | 27.603          | 28.269          |

1. ↑  Муслимани се данас изјашњавају као Бошњаци.

| Национални састав према попису из 2013. године‍ | Национални састав према попису из 2013. године‍ | Национални састав према попису из 2013. године‍ | Национални састав према попису из 2013. године‍ | Национални састав према попису из 2013. године‍ |
| ---------------------------------------------- | ---------------------------------------------- | ---------------------------------------------- | ---------------------------------------------- | ---------------------------------------------- |
|                                                |                                                |                                                |                                                |                                                |
| Хрвати                                         | Хрвати                                         |                                                | 27.271                                         | 96,76%                                         |
| Бошњаци                                        | Бошњаци                                        |                                                | 707                                            | 2,50%                                          |
| Срби                                           | Срби                                           |                                                | 41                                             | 0,14%                                          |
| остали                                         | остали                                         |                                                | 165                                            | 0,58%                                          |
| укупно: 28.184                                 |                                                |                                                |                                                |                                                |

## Насељена мјеста
Бијача, Вашаровићи, Вељаци, Витина, Војнићи, Граб, Грабовник, Градска, Греда, Грљевићи, Доле, Звирићи, Кашће, Клобук, Липно, Лисице, Љубушки, Милетина, Мостарска Врата, Ораховље, Оток, Преграђе, Пробој, Пролог, Радишићи, Стубица, Студенци, Тескера, Хардомиље, Храшљани, Хумац, Церно, Црвени Грм, Црнопод и Шиповача.